# Restorffs Bryggjarí

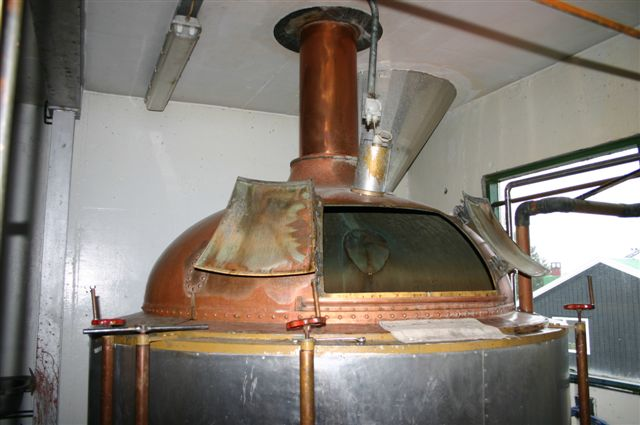
Brauereikessel

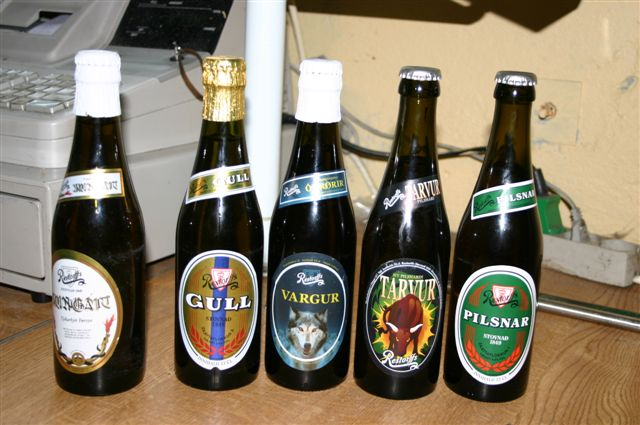
Fünf von Restorffs neun Biersorten

Die Restorffs Bryggjarí war bis zum August 2007 neben Föroya Bjór eine von zwei Brauereien der Färöer. Sie wurde 1849 in der Hauptstadt Tórshavn von M. C. Restorff gegründet.
M. C. Restorff war Däne deutscher Abstammung. Er kam 1840 auf die Färöer. Zunächst war er Bäckerlehrling und machte sich dann 1849 mit seiner Brauerei selbständig, die bis 2002 im Familienbesitz der Restorffs war. Die Restorffs gehören zu den einflussreichsten Familien in Tórshavn. Ihnen gehörte auch das Hotel Hafnia von 1951 bis 2004.
Die Brauerei stellte im Jahr 2005 neun verschiedene Biersorten her, darunter ein Weihnachts- und ein Osterbier, und eins mit dem Namen Mungát, das auf den Schafsbrief von 1298 anspielt, wo das färöische Bier so genannt wurde. Am verbreitetsten war aber das Pilsener.
Außerhalb der Färöer war dieses Bier nicht erhältlich.
Neben dem Biersortiment gab es auch eine Limonaden- und Mineralwasser-Produktion, die 2005 an Føroya Bjór abgegeben wurde.
Das Vertshúsið Restorff in der Niels Finsens gøta gehörte einige Jahre zu den bekanntesten Lokalen der Stadt. Sehenswert war hier die Glaskunst von Tróndur Patursson als Teil der Innenarchitektur. 
Im August 2007 wurde die Produktion endgültig eingestellt.
In der färöischen Sprache gilt es, zwischen bryggjarí brɪdʒaˈrʊi (Brauerei) und bryggjari ˈbrɪdʒarɪ (Brauer) zu unterscheiden. Die jeweilige Betonung auf den Silben entspricht derjenigen im Deutschen.